# Matino
Matino est une commune de la province de Lecce, dans la région des Pouilles, en Italie.

## Administration
| Période                                  | Période    | Identité                       | Étiquette | Qualité |
| ---------------------------------------- | ---------- | ------------------------------ | --------- | ------- |
| 29 mai 2007                              | 7 mai 2012 | Giorgio Antonio Primiceri      |           |         |
| 7 mai 2012                               | En cours   | Cosimo Carmelo Tiziano Cataldi | PdL       |         |
| Les données manquantes sont à compléter. |            |                                |           |         |

### Communes limitrophes
Alezio, Casarano, Collepasso, Gallipoli, Melissano, Parabita, Taviano.

### Jumelages
- Niederbipp (Suisse).